# Äpfingen

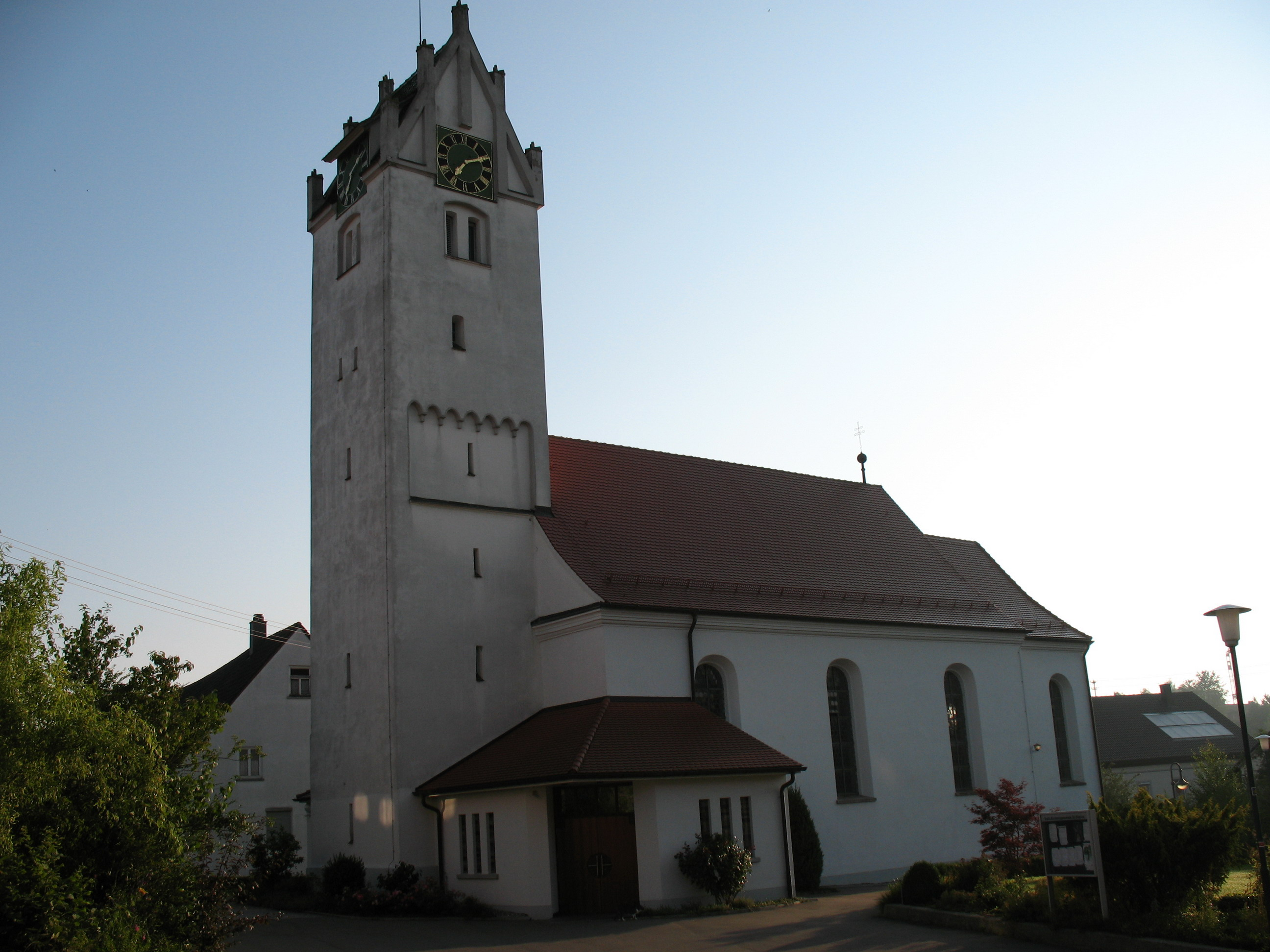
Kirche St. Blasius

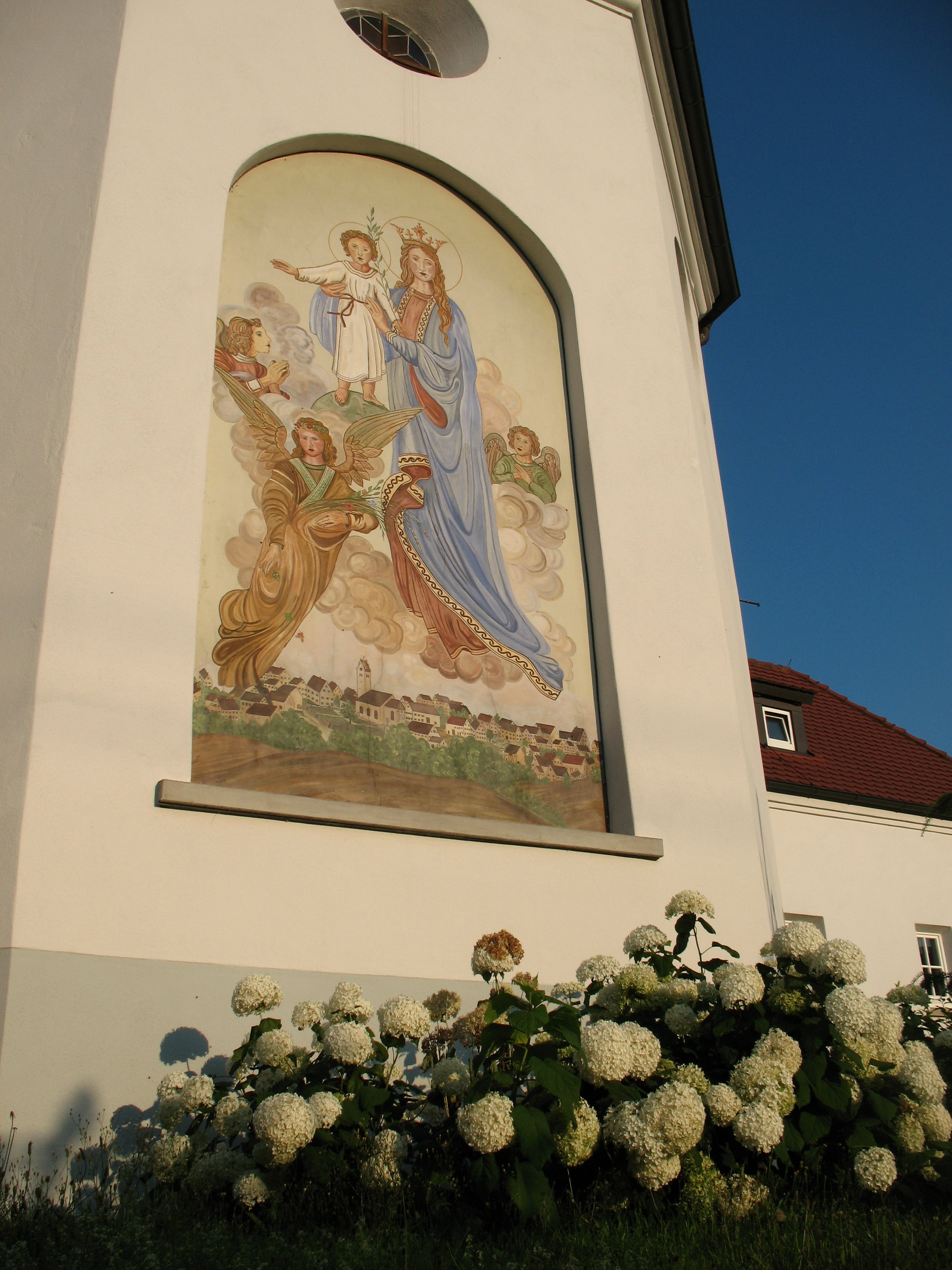
Gemälde auf der Ostseite der Kirche

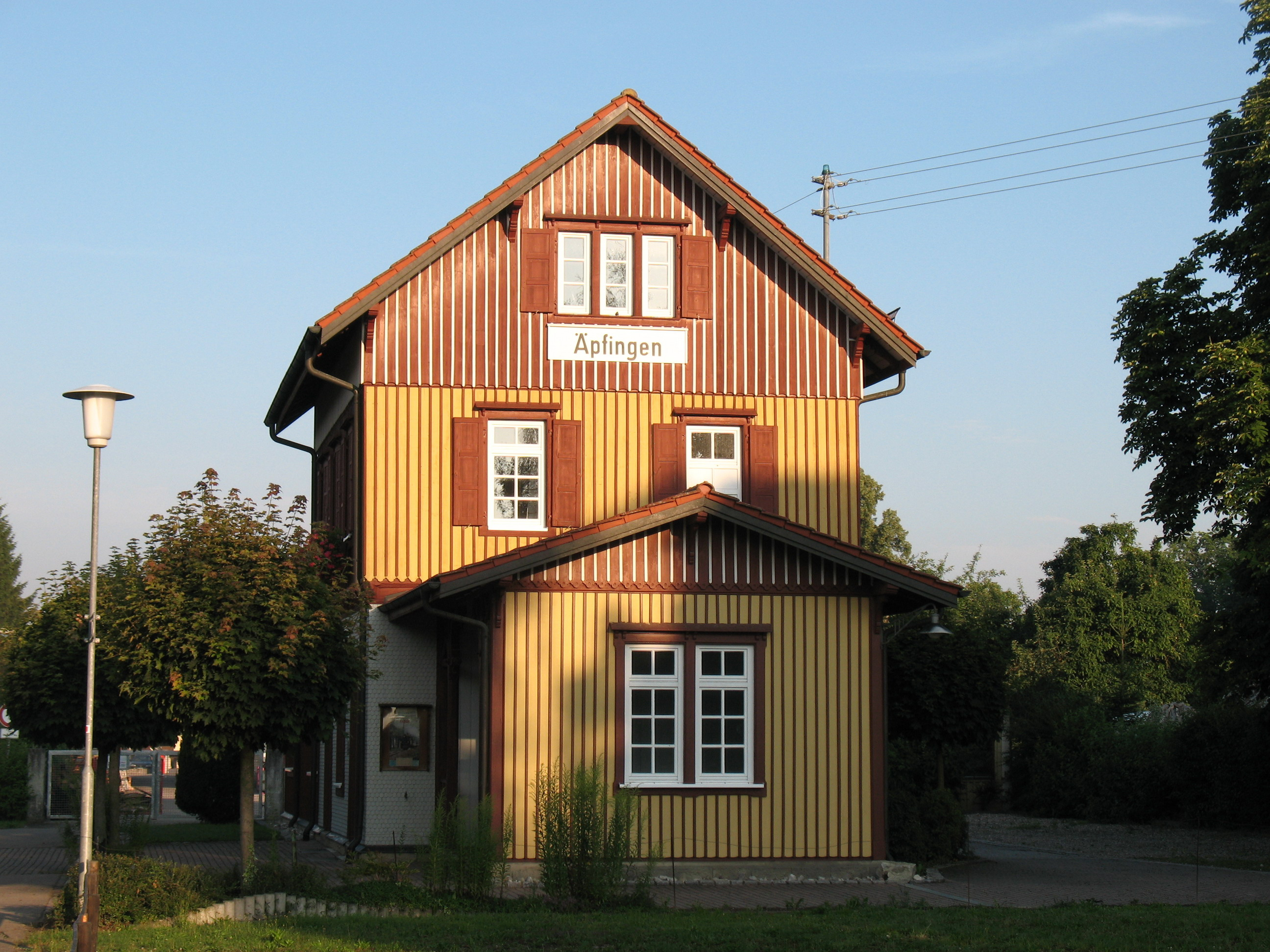
Bahnhof Äpfingen

Äpfingen ist ein Teilort der Gemeinde Maselheim im baden-württembergischen Landkreis Biberach in Deutschland.

## Geschichte
Die dokumentierte Geschichte des Dorfes Äpfingen beginnt mit einer ersten Erwähnung um das Jahr 1228 herum. Benannt war der Ort als „Aephingen“. 1255 ist ein „Affpingen“ vermerkt. Orte mit Endenungen auf „-ingen“ werden meist der frühesten alemannischen Siedlungszeit zugeordnet, also etwa um das Jahr 300 n. Chr. Erste Siedlungen werden im Bereich des Saubachs vermutet. Als gesichert gilt, dass ein Berthold von Äpfingen als Ortsadeliger im Jahr 1255 ein Lehen von zwei Höfen hatte. Dieses Lehen bekam er von Graf Hartmann von Grüningen, der diesen Besitz dem Kloster Heggbach schenkte. Auch die Herren von Würzburg hatten Besitz in Äpfingen, der 1287 an die Reichsabtei Salem ging. Die Reichsabtei Salem bekam 1469 die Kirche St. Blasius und die damit verbundenen Vogteirechte sowie die Blutgerichtsbarkeit im Jahr 1606 und fasste die Orte Äpfingen, Altheim und Schemmerberg zur Herrschaft Schemmerberg zusammen. Durch die Säkularisation fiel Äpfingen 1803 mit der Herrschaft Schemmerberg an das Reichsfürstentum Buchau der Fürsten von Thurn und Taxis. 1806 kam die Gemeinde Äpfingen durch die Mediatisierung an das Königreich Württemberg und wurde dem Oberamt Biberach zugeordnet.
Am 1. Januar 1975 wurde Äpfingen nach Maselheim eingemeindet.

## Politik

### Wappen
Das Wappen von Äpfingen ist ein weißes Pferd auf rotem Grund und einem sechsstrahligen Stern.
Die Deutung ist offen, aber aus dem Pferd ergibt sich ein Hinweis auf Landwirtschaft oder Pferdezucht. Von dem Stern wird vermutet, dass er ein sogenanntes Füllsel, also ein Lückenfüller ist. Farblich bildet das Wappen die Farben der Herren von Essendorf ab.
1920 fand eine ästhetische Farbenänderung statt. Am 7. Juni 1956 wurde die heutige Form des Wappens festgelegt.

## Wirtschaft und Infrastruktur

### Verkehrswege
- Museumseisenbahn Öchsle
- Öchsle-Radweg
- Durch das Dorf verläuft der Oberschwäbische Jakobsweg von Ulm nach Konstanz.

### Schule
In Äpfingen befindet sich in einem historischen Gebäude eine einzügige Grundschule, die in vier Klassen unterteilt ist; die Grundschule wird von der Gemeinde Maselheim verwaltet. Rektorin der Grundschule war bis zu ihrem Tod im November 2022 Jutta Lohrmann.

## Sehenswürdigkeiten
- Kirche St. Blasius

Aus dem Jahr 1483 ist eine Blasiuskapelle bekannt. Die Pfarrkirche wurde im Jahr 1726 gebaut und fällt somit in die Zeit der Spätgotik. Mit dem Kirchturm, einem kelchförmigen Taufbecken und einer Figur des Hl. Blasius sind noch einige Teile aus dieser Zeit erhalten. Aus dem Barock stammen Deckenstukkaturen, ein Kruzifix und der Ölberg.
- Historischer Bahnhof der Öchsle-Bahn, ein Einheitsbahnhof vom Typ IIa von 1899.[5]
- Historisches Schulgebäude